# 芦田昭充
芦田 昭充（あしだ あきみつ、1943年4月10日 - ）は、日本の実業家。株式会社商船三井元代表取締役会長。芦田愛菜の大叔父。

## 略歴
- 1943年（昭和18年）：島根県大原郡大東町（現・雲南市）生まれ[1][2]
- 1959年（昭和34年）：大東町立大東中学校卒業[1]
- 1962年（昭和37年）：島根県立松江北高等学校卒業（1期生）[3]
- 1967年（昭和42年）：京都大学教育学部卒業、大阪商船三井船舶（現・商船三井）株式会社入社[4]
- 2003年（平成15年）：代表取締役副社長就任[4]
- 2004年（平成16年）：代表取締役社長就任[4]
- 2010年（平成22年）6月：代表取締役会長就任[5]

## 人物・エピソード
- 中学時代は野球部に所属し、ピッチャーで4番打者を務めた。2年生のときに県大会で準優勝した[1]。
- 高校・大学時代は陸上競技部に所属。中学3年生のときに全国放送陸上の走幅跳で準優勝、高校2年生のときに中国大会の800mリレーで優勝、高校3年生のときに中国大会の走幅跳で優勝、100mで準優勝、三段跳で3位、大学生のときに関西インカレの走幅跳で優勝などの実績を残す[1][6][7]。大学時代の自己ベストは、走幅跳が7m07[8]、三段跳が14m47[9]、走高跳が1m80[10]、100mが11秒0[11]。
- 趣味はゴルフ[7]。

## テレビ番組
- 日経スペシャル ガイアの夜明け 「新・大航海時代が来た！」 ～長江2700キロ 海運マンの挑戦～（2006年2月7日、テレビ東京）[12]。- 対中国戦略を取材。